# Air Foyle
Air Foyle – nieistniejąca brytyjska linia lotnicza założona w 1978, działalność zakończyła w 2006. W latach 1989–2006 główny przedstawiciel linii lotniczych Antonowa w Europie.
Powiązana ze spółkami:
- Air Foyle Airways (ICAO: UPC)[2]

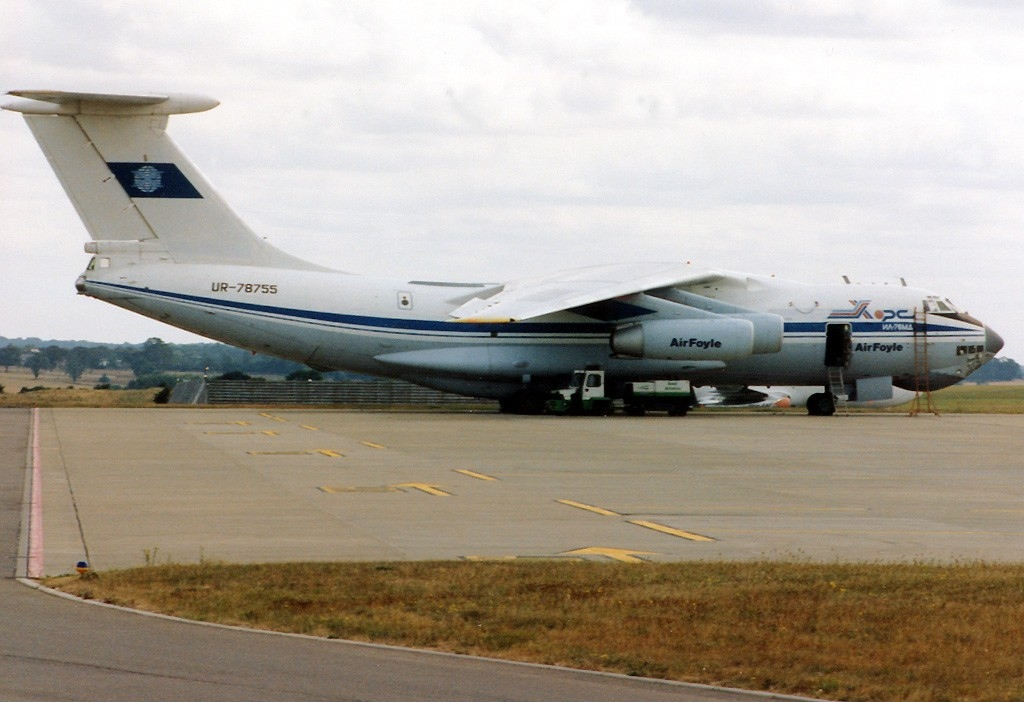
Ił-76MD w barwach przewoźnika

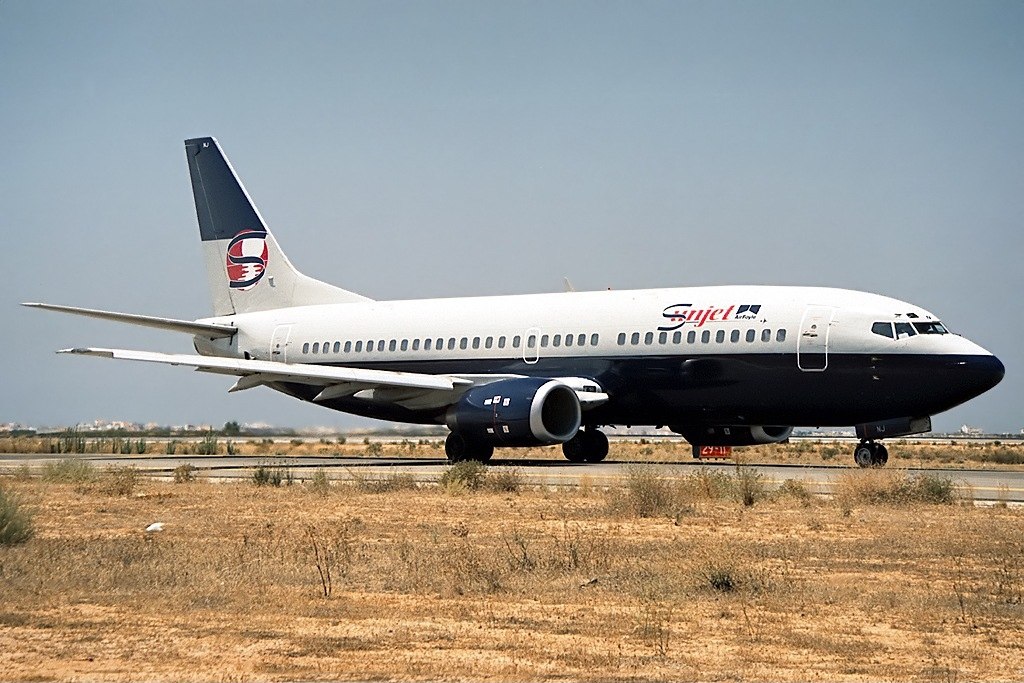
Boeing 737-3Q8 w barwach Air Foyle-Sunjet

- Air Foyle Air Foyle Charter Airways (ICAO: UPD)[3]
- Air Foyle Charters (ICAO: UPB)[4]
- Air Foyle HeavyLift
- Air Foyle-Sunjet[5]

oraz liniami: Antonov Airlines i HeavyLift Cargo Airlines.